# 가브리엘라 코네스카트라이코브스카
가브리엘라 코네스카트라이코브스카(마케도니아어: Габриела Конеска-Трајковска, 1971년 5월 29일 스코페 ~ 2010년 2월 10일 스코페)는 마케도니아 공화국의 정치인이다.
동남유럽 안정화 협정의 특별 조정자, 정치적 조언자 역할을 했으며 마케도니아 공화국에서는 부정 부패 근절을 위한 비정부 기구에서 활동했다. 2006년에는 유럽 통합 담당 차관으로 임명되었지만 2010년 2월 10일에 과로로 사망했다.